# Sara Dylan
Sara Dylan, née Shirley Marlin Noznisky le 25 octobre 1939 à Wilmington, dans le Delaware, également appelée Sara Lownds, est un mannequin américain, célèbre pour avoir été la première femme de l'auteur-compositeur-interprète Bob Dylan et la mère de ses quatre enfants, dont Jakob Dylan. Elle est restée mariée au chanteur du 22 novembre 1965 à juin 1977. Leur mariage reste secret jusqu'en février 1966 et la parution dans le New York Post d'un article de la journaliste Nora Ephron intitulé « Hush! Bob Dylan is wed ».

## Dans la musique de Bob Dylan
La part de Sara comme muse dans la musique de Bob Dylan n'est pas négligeable, elle a en effet inspiré bon nombre de chansons à ce dernier. La première qu'elle lui inspira est Sad Eyed Lady of the Lowlands, qui termine l'album Blonde on Blonde (1966) et est un poème aux images surréalistes se rapprochant de la vie de sa nouvelle femme. La seconde, dix ans plus tard, est la chanson Sara de l'album Desire de 1976, dans laquelle il tente de se réconcilier avec elle alors que leur mariage va mal. Une légende veut que Sara Dylan aurait été présente lors de l'enregistrement de la chanson. La sortie de l'album Blood on the Tracks en 1975, précède de peu leur séparation.

## Au cinéma
I'm Not There, le conte filmique de Todd Haynes sur les vies de Bob Dylan, présente une version romancée de l'histoire entre Sara et Bob ; Claire, le personnage interprété par Charlotte Gainsbourg, s'inspire de Sara Dylan, tandis que celui joué par Heath Ledger s'inspire de Bob Dylan.